# Campeonato Paranaense 2004
In 2004 werd het 90ste Campeonato Paranaense gespeeld voor voetbalclubs uit de Braziliaanse staat Paraná. De competitie werd gespeeld van 20 januari tot 18 april en werd georganiseerd door de Federação Paranaense de Futebol. Coritiba werd kampioen. 

## Eerste fase

### Groep A
| Plaats | Club                | Wed. | W | G | V | Saldo | Ptn. |
| ------ | ------------------- | ---- | - | - | - | ----- | ---- |
| 1.     | Atlético Paranaense | 7    | 6 | 1 | 0 | 20:3  | 19   |
| 2.     | Coritiba            | 7    | 4 | 2 | 1 | 10:7  | 14   |
| 3.     | Malutrom            | 7    | 3 | 0 | 4 | 8:11  | 9    |
| 4.     | Rio Branco          | 7    | 2 | 3 | 2 | 11:13 | 9    |
| 5.     | Iraty               | 7    | 2 | 3 | 2 | 8:11  | 9    |
| 6.     | Francisco Beltrão   | 7    | 2 | 1 | 4 | 8:11  | 7    |
| 7.     | Paraná              | 7    | 1 | 2 | 4 | 3:8   | 5    |
| 8.     | Prudentópolis       | 7    | 0 | 4 | 3 | 8:12  | 4    |

|  | Geplaatst voor tweede fase |
|  | Naar degradatietoernooi    |

### Groep B
| Plaats | Club              | Wed. | W | G | V | Saldo | Ptn. |
| ------ | ----------------- | ---- | - | - | - | ----- | ---- |
| 1.     | ADAP              | 7    | 5 | 1 | 1 | 17:11 | 16   |
| 2.     | Cianorte          | 7    | 5 | 0 | 2 | 12:8  | 15   |
| 3.     | Paranavaí         | 7    | 3 | 2 | 2 | 11:10 | 11   |
| 4.     | Roma              | 7    | 3 | 1 | 3 | 17:13 | 10   |
| 5.     | Londrina          | 7    | 2 | 2 | 3 | 9:11  | 8    |
| 6.     | União Bandeirante | 7    | 2 | 1 | 4 | 12:13 | 7    |
| 7.     | Nacional          | 7    | 1 | 3 | 3 | 7:12  | 6    |
| 8.     | Grêmio Maringá    | 7    | 1 | 2 | 4 | 10:17 | 5    |

|  | Geplaatst voor knock-outfase |
|  | Naar degradatietoernooi      |

### Degradatietoernooi
| Plaats | Club           | Wed. | W | G | V | Saldo | Ptn. |
| ------ | -------------- | ---- | - | - | - | ----- | ---- |
| 1.     | Paraná         | 6    | 5 | 0 | 1 | 19:10 | 15   |
| 2.     | Nacional       | 6    | 3 | 1 | 2 | 10:6  | 10   |
| 3.     | Grêmio Maringá | 6    | 2 | 0 | 4 | 7:13  | 6    |
| 4.     | Prudentópolis  | 6    | 1 | 1 | 4 | 6:13  | 4    |

|  | Degradatie |

## Tweede fase

### Groep C
| Plaats | Club                | Wed. | W | G | V | Saldo | Ptn. |
| ------ | ------------------- | ---- | - | - | - | ----- | ---- |
| 1.     | Atlético Paranaense | 5    | 4 | 1 | 0 | 13:4  | 13   |
| 2.     | Cianorte            | 5    | 3 | 1 | 1 | 10:7  | 10   |
| 3.     | Roma                | 5    | 3 | 0 | 2 | 14:9  | 9    |
| 4.     | Iraty               | 5    | 1 | 3 | 1 | 8:7   | 6    |
| 5.     | União Bandeirante   | 5    | 1 | 1 | 3 | 7:8   | 4    |
| 6.     | Malutrom            | 5    | 0 | 0 | 5 | 5:22  | 0    |

|  | Geplaatst voor knock-outfase |

### Groep D
| Plaats | Club              | Wed. | W | G | V | Saldo | Ptn. |
| ------ | ----------------- | ---- | - | - | - | ----- | ---- |
| 1.     | Coritiba          | 5    | 4 | 1 | 0 | 11:4  | 13   |
| 2.     | Londrina          | 5    | 3 | 2 | 0 | 8:4   | 11   |
| 3.     | Paranavaí         | 5    | 3 | 1 | 1 | 9:7   | 10   |
| 4.     | ADAP              | 5    | 2 | 0 | 3 | 8:10  | 6    |
| 5.     | Rio Branco        | 4    | 0 | 0 | 4 | 4:9   | 0    |
| 6.     | Francisco Beltrão | 4    | 0 | 0 | 4 | 3:9   | 0    |

|  | Geplaatst voor knock-outfase |

## Knock-outfase
In geval van gelijkspel gaat de club met de beste prestatie in de competitie door;
|  | Halve finale        | Halve finale | Halve finale |   |                     | Finale | Finale | Finale |
|  |                     |              |              |   |                     |        |        |        |
|  | Londrina            | 1            | 1            |   |                     |        |        |        |
|  | Atlético Paranaense | 1            | 3            |   |                     |        |        |        |
|  | Atlético Paranaense | 1            | 3            |   | Atlético Paranaense | 1      | 3      |        |
|  |                     |              |              |   | Atlético Paranaense | 1      | 3      |        |
|  |                     | Coritiba     | 2            | 3 |                     |        |        |        |
|  | Cianorte            | Coritiba     | 2            | 3 | 0                   | 1      |        |        |
|  | Cianorte            |              |              |   | 0                   | 1      |        |        |
|  | Coritiba            | 1            | 0            |   |                     |        |        |        |

### Kampioen
| Campeonato Paranaense de 2004 |
| Paraná                        |
| ----------------------------- |
| CORITIBA Kampioen (32° titel) |